# Ellis E. Patterson

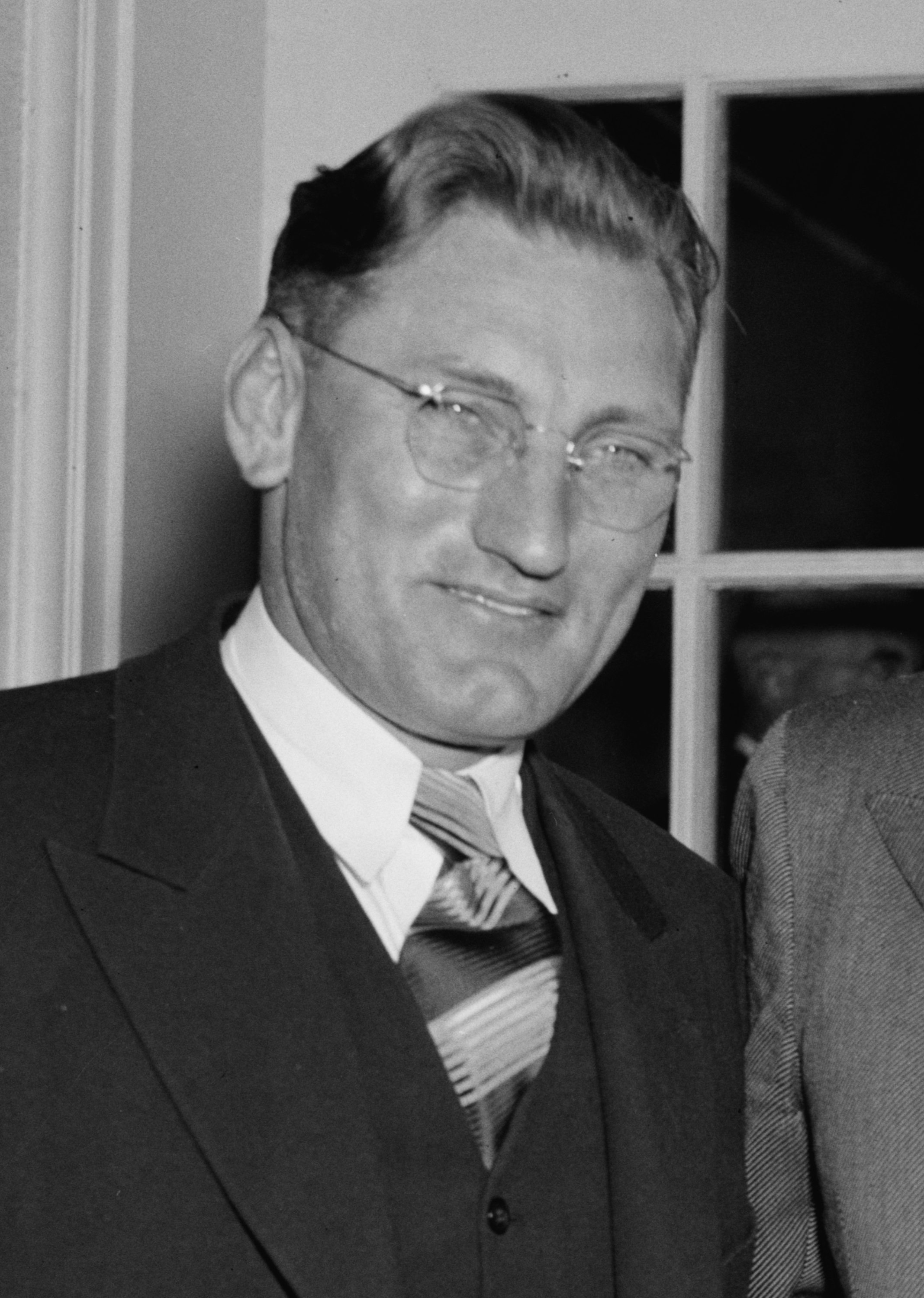
Ellis E. Patterson (1938)

Ellis Ellwood Patterson (* 28. November 1897 in Yuba City, Kalifornien; † 25. August 1985 in Los Angeles, Kalifornien) war ein US-amerikanischer Politiker. Zwischen 1945 und 1947 vertrat er den Bundesstaat Kalifornien im US-Repräsentantenhaus.

## Werdegang
Ellis Patterson besuchte die öffentlichen Schulen seiner Heimat. Während des Ersten Weltkrieges diente er in den Jahren 1917 und 1918 in der US Navy. Danach studierte er bis 1921 an der University of California in Berkeley. In den folgenden Jahren arbeitete er im Schuldienst. Zwischen 1922 und 1924 war er Lehrer im Colusa County. Danach fungierte er bis 1932 als Schulrat im Monterey County. Nach einem Jurastudium an der Stanford University und der University of California und seiner 1937 erfolgten Zulassung als Rechtsanwalt begann er in Sacramento und Los Angeles in diesem Beruf zu arbeiten. Gleichzeitig schlug er als Mitglied der Demokratischen Partei eine politische Laufbahn. Von 1932 bis 1938 gehörte Patterson der California State Assembly an. Danach war er zwischen 1938 und 1942 Vizegouverneur von Kalifornien.
Bei den Kongresswahlen des Jahres 1944 wurde Patterson im 16. Wahlbezirk von Kalifornien in das US-Repräsentantenhaus in Washington, D.C. gewählt, wo er am 3. Januar 1945 die Nachfolge des zwischenzeitlich zurückgetretenen Will Rogers antrat. Da er im Jahr 1946 auf eine erneute Kandidatur verzichtete, konnte er bis zum 3. Januar 1947 nur eine Legislaturperiode im Kongress absolvieren. In dieser Zeit endete der Zweite Weltkrieg.
1946 strebte Ellis Patterson erfolglos die Nominierung seiner Partei für die Wahlen zum US-Senat an. Zwei Jahre später versuchte er vergeblich erneut in den Kongress gewählt zu werden. Nach dem Ende seiner Zeit im US-Repräsentantenhaus praktizierte er wieder als Anwalt. Er starb am 25. August 1985 in Los Angeles.